# Tetide

Formazione Oceano Tetide

L'oceano Tetide (o semplicemente Tetide) era un braccio oceanico disposto in senso Est-Ovest che, nei tempi geologici compresi tra il Permiano e il Miocene, separava l'Africa settentrionale dall'Europa e dall'Asia.

## Storia
L'apertura dell'Oceano Tetide avvenne circa 250 milioni di anni fa, tra il Permiano e il Triassico inferiore, e portò alla separazione tra un blocco continentale settentrionale (Laurasia) e uno meridionale (Gondwana). L'allontanamento delle due parti della Pangea proseguì fino al Giurassico, quando i movimenti delle placche tettoniche si invertirono e iniziò una contrazione dell'Oceano Tetide stesso.
Il movimento dell'Africa era solidale con quello della placca adriatica, che forse ne rappresentava una parte settentrionale. La collisione della placca adriatica con il continente europeo chiuse la Tetide a Est, nella regione centrale, originando il Mediterraneo e anche le catene montuose delle Alpi e degli Appennini. Questi ultimi presentano una documentazione di successioni stratigrafiche di notevole importanza relativamente al Giurassico italiano. Durante la chiusura della Tetide, l'India, staccatasi dal continente meridionale di Gondwana durante il Giurassico, si scontrò con l'Asia dando origine alla catena himalayana.

## Nome
Il nome deriva dalla dea greca Teti (Τηθύς), sorella e moglie di Oceano, e madre di molte divinità fluviali e sorgive.